# 11721 Shawnlowe
11721 Shawnlowe è un asteroide della fascia principale. Scoperto nel 1998, presenta un'orbita caratterizzata da un semiasse maggiore pari a 2,7746923 au e da un'eccentricità di 0,1777987, inclinata di 9,22050° rispetto all'eclittica.